# Brachyta borni
Brachyta borni är en skalbaggsart som först beskrevs av Ludwig Ganglbauer 1903.  Brachyta borni ingår i släktet Brachyta och familjen långhorningar.
Artens utbredningsområde är Frankrike. Inga underarter finns listade.